# Neuseeländische Cricket-Nationalmannschaft in Bangladesch in der Saison 2008/09
Die Tour der neuseeländischen Cricket-Nationalmannschaft nach Bangladesch in der Saison 2008/09 fand vom 7. bis zum 29. Oktober 2008 statt. Die internationale Cricket-Tour war Teil der internationalen Cricket-Saison 2008/09 und umfasste zwei Test Matches und drei ODIs. Neuseeland gewann die Testserie 1-0 und die ODI-Serie 2-1.

## Vorgeschichte
Für beide Mannschaften war es die erste Tour der Saison. Das letzte Aufeinandertreffen der beiden Mannschaften bei einer Tour fand in der Saison 2007/08 in Neuseeland statt.

## Stadien
Für die Tour wurden folgende Stadien als Austragungsorte vorgesehen und vom 20. Juli 2008 bekanntgegeben.
| Stadion                                | Stadt      | Kapazität | Spiele                  |
| -------------------------------------- | ---------- | --------- | ----------------------- |
| Chittagong Divisional Stadium          | Chittagong | 20.000    | 3. ODI; 1. Test         |
| Sher-e-Bangla National Cricket Stadium | Dhaka      | 26.000    | 1. ODI; 2. ODI; 2. Test |

## Kaderlisten
Neuseeland benannte seine Kader am 12. September 2008.
Bangladesch benannte seinen ODI-Kader am 6. Oktober, und seinen Test-Kader am 14. Oktober 2008.
| Test | Test | ODI | ODI |
| Bangladesch | Neuseeland | Bangladesch | Neuseeland |
| --- | --- | --- | --- |
| - Mohammad Ashraful (K) - Abdur Razzak - Junaid Siddique - Mahbubul Alam - Mashrafe Mortaza - Mehrab Hossain - Mushfiqur Rahim (wk) - Naeem Islam - Rajin Saleh - Shahadat Hossain - Shakib Al Hasan - Syed Rasel - Tamim Iqbal | - Daniel Vettori (K) - Grant Elliott - Daniel Flynn - Mark Gillespie - Gareth Hopkins (wk) - Jamie How - Brendon McCullum (wk) - Kyle Mills - Iain O’Brien - Jacob Oram - Jeetan Patel - Aaron Redmond - Jesse Ryder - Tim Southee - Ross Taylor | - Mohammad Ashraful (K) - Abdur Razzak - Imrul Kayes - Junaid Siddique - Mahbubul Alam - Mashrafe Mortaza - Mehrab Hossain - Mahmudullah - Mushfiqur Rahim (wk) - Naeem Islam - Shahadat Hossain - Shakib Al Hasan - Syed Rasel - Tamim Iqbal | - Daniel Vettori (K) - Grant Elliott - Daniel Flynn - Mark Gillespie - Gareth Hopkins (wk) - Jamie How - Brendon McCullum (wk) - Michael Mason - Kyle Mills - Jacob Oram - Jeetan Patel - Jesse Ryder - Tim Southee - Scott Styris - Ross Taylor |

## Tour Match
| 7. Oktober Scorecard | Dhaka | Bangladesh Cricket Board XI | – | New Zealanders |
|                      |       | Spiel abgesagt              |   |                |

## One-Day Internationals

### Erstes ODI in Dhaka
| 9. Oktober Scorecard | Dhaka | Neuseeland 201-9 (50)             | – | Bangladesch 202-3 (45.3) |
|                      |       | Bangladesch gewinnt mit 7 Wickets |   |                          |

### Zweites ODI in Dhaka
| 11. Oktober Scorecard | Dhaka | Neuseeland 212-9 (50)          | – | Bangladesch 137 (42.4) |
|                       |       | Neuseeland gewinnt mit 75 Runs |   |                        |

### Drittes ODI in Chittagong
| 14. Oktober Scorecard | Chittagong | Neuseeland 249-7 (50)          | – | Bangladesch 170-8 (50) |
|                       |            | Neuseeland gewinnt mit 79 Runs |   |                        |

## Test Matches

### Erster Test in Chittagong
| 17. – 21. Oktober Scorecard | Chittagong | Bangladesch 245 (122.1) & 242 (107.3) | – | Neuseeland 171 (64.5) & 317-7 (137.5) |
|                             |            | Neuseeland gewinnt mit 3 Wickets      |   |                                       |

### Zweiter Test in Dhaka
| 25. – 29. Oktober Scorecard | Dhaka | Neuseeland 262-6d (75) & 79-1d (31) | – | Bangladesch 169-9d (58.1) |
|                             |       | Remis                               |   |                           |

## Statistiken
Die folgenden Cricketstatistiken wurden bei dieser Tour erzielt.
| Tests           | Tests       | Tests   | Tests   | Tests   | Tests   | Tests   | Tests   | Tests   |
| Batting         | Batting     | Batting | Batting | Batting | Batting | Batting | Batting | Batting |
| Spieler         | Mannschaft  | Spiele  | Innings | Runs    | Average | HS      | 100s    | 50s     |
| --------------- | ----------- | ------- | ------- | ------- | ------- | ------- | ------- | ------- |
| Jesse Ryder     | Neuseeland  | 2       | 4       | 169     | 56,33   | 91      | 0       | 1       |
| Daniel Vettori  | Neuseeland  | 2       | 3       | 153     | 76,50   | 76      | 0       | 2       |
| Aaron Redmond   | Neuseeland  | 2       | 4       | 130     | 43,33   | 79      | 0       | 1       |
| Shakib Al Hasan | Bangladesch | 2       | 3       | 125     | 41,66   | 71      | 0       | 1       |
| Mushfiqur Rahim | Bangladesch | 2       | 3       | 118     | 39,33   | 79      | 0       | 1       |
| Bowling         |             |         |         |         |         |         |         |         |
| Spieler         | Mannschaft  | Spiele  | Overs   | Wickets | Average | BBI     | 5W      | 10W     |
| Daniel Vettori  | Neuseeland  | 2       | 97      | 14      | 14,21   | 5/59    | 2       | 0       |
| Shakib Al Hasan | Bangladesch | 2       | 95.4    | 10      | 17,80   | 7/36    | 1       | 0       |
| Iain O’Brien    | Neuseeland  | 2       | 53.1    | 8       | 11,87   | 3/31    | 0       | 0       |
| Jeetan Patel    | Neuseeland  | 2       | 56.1    | 5       | 33,00   | 2/53    | 0       | 0       |
| Abdur Razzak    | Bangladesch | 2       | 97      | 5       | 44,80   | 3/93    | 0       | 0       |

| ODIs              | ODIs        | ODIs    | ODIs    | ODIs    | ODIs    | ODIs    | ODIs    | ODIs    |
| Batting           | Batting     | Batting | Batting | Batting | Batting | Batting | Batting | Batting |
| Spieler           | Mannschaft  | Spiele  | Innings | Runs    | Average | HS      | 100s    | 50s     |
| ----------------- | ----------- | ------- | ------- | ------- | ------- | ------- | ------- | ------- |
| Ross Taylor       | Neuseeland  | 3       | 3       | 138     | 46,00   | 103     | 1       | 0       |
| Jacob Oram        | Neuseeland  | 3       | 3       | 135     | 67,50   | 75*     | 0       | 2       |
| Junaid Siddique   | Bangladesch | 3       | 3       | 118     | 39,33   | 85      | 0       | 1       |
| Mohammad Ashraful | Bangladesch | 3       | 3       | 108     | 54,00   | 60*     | 0       | 1       |
| Jamie How         | Neuseeland  | 3       | 3       | 80      | 26,66   | 73      | 0       | 1       |
| Bowling           |             |         |         |         |         |         |         |         |
| Spieler           | Mannschaft  | Spiele  | Overs   | Wickets | Average | BBI     | 5W      | 10W     |
| Mashrafe Mortaza  | Bangladesch | 3       | 30      | 7       | 17,57   | 4/44    | 0       | 0       |
| Kyle Mills        | Neuseeland  | 3       | 21.4    | 6       | 10,83   | 3/13    | 0       | 0       |
| Shakib Al Hasan   | Bangladesch | 3       | 30      | 5       | 18,20   | 2/20    | 0       | 0       |
| Jacob Oram        | Neuseeland  | 3       | 21      | 4       | 12,50   | 2/16    | 0       | 0       |
| Syed Rasel        | Bangladesch | 3       | 22      | 4       | 20,25   | 3/23    | 0       | 0       |
| Abdur Razzak      | Bangladesch | 3       | 29      | 4       | 38,00   | 3/33    | 0       | 0       |

## Player of the Series
Als Player of the Series wurden die folgenden Spieler ausgezeichnet.
| Serie | Player of the Series |
| ----- | -------------------- |
| Test  | Daniel Vettori       |
| ODI   | Jacob Oram           |

### Player of the Match
Als Player of the Match wurden die folgenden Spieler ausgezeichnet.
| Spiel   | Player of the Match |
| ------- | ------------------- |
| 1. ODI  | Junaid Siddique     |
| 2. ODI  | Jacob Oram          |
| 3. ODI  | Ross Taylor         |
| 1. Test | Daniel Vettori      |
| 2. Test | Daniel Vettori      |